# Où peut-on être mieux qu’au sein de sa famille ?
 (décembre 2024).
Si vous disposez d'ouvrages ou d'articles de référence ou si vous connaissez des sites web de qualité traitant du thème abordé ici, merci de compléter l'article en donnant les références utiles à sa vérifiabilité et en les liant à la section « Notes et références ».

Où peut on être mieux qu’au sein de sa famille fut un hymne national non officiel du royaume de France durant la Première Restauration et la Seconde Restauration entre 1815 et 1830. Cette chanson était principalement jouée lors de la présence de la famille royale.

La chanson provient de la pièce Lucile de Jean-François Marmontel qui fut jouée la première fois le 5 janvier 1769. La mélodie a été composée par  le liégeois André Grétry. La mélodie sera reprise plus tard par le verviétois Henri Vieuxtemps dans l'adagio de son cinquième concerto pour violon.

## Paroles
Où peut-on être mieux, où peut-on être mieux

Qu'au sein de sa famille ?

Où peut-on être mieux, où peut-on être mieux

Qu'au sein de sa famille ?

Tout est content, 

Tout est content, 

Le cœur, les yeux.

Le cœur, les yeux.

Vivons, aimons, vivons, aimons

comme nos bons aïeux.

Vivons, aimons, vivons, aimons

Comme nos bons aïeux.

Comme nos bons aïeux.

## Anecdotes
Cette chanson a été fréquemment reprise dans les rangs de la Grande Armée.
Le titre de la chanson a été souvent considéré comme faisant référence à l'Ancien Régime. C'est principalement vrai dans des contextes ironiques ou satiriques.
Ainsi, dans ses « États Français » sur l'insurrection de Paris de 1832, Heinrich Heine cite la ligne, la plaçant en relation avec le roi des Français Louis-Philippe Ier : « Le Roi des Français est entouré des canons des Français : où peut-on être mieux qu'au sein de sa famille. »
Dans la nouvelle De fanfare de Sint-Jansvrienden (La fanfare « Les amis Saint-Jean »), écrite par l'écrivain belge Ernest Claes, une fanfare locale n'arrive à apprendre que cette chanson et la joue à chaque occasion.
L'INR, puis la RTBF utilisèrent les premières notes de la chanson comme générique d'ouverture d'antenne jusqu'en 1988, et comme signal d'intervalle avec la Brabançonne sur les ondes domestiques jusqu'en 1993, disparition coïncidant avec le changement de nom de Radio Une en La Première.